# Learco Guerra
Learco Antenore Giuseppe Guerra (San Nicolò Po, 14 ottobre 1902 – Milano, 7 febbraio 1963) è stato un ciclista su strada, pistard e dirigente sportivo italiano.
Professionista dal 1928 al 1945, fu soprannominato la Locomotiva umana da Emilio Colombo, (direttore della Gazzetta dello Sport tra gli anni 20 e i 30). Formidabile passista e forte anche nelle volate in virtù del fisico possente, benché poco propenso alle salite, fu rivale di Alfredo Binda, grande campione dell'epoca e suo coetaneo. Vinse il Giro d'Italia nel 1934 e fu campione del mondo nel 1931; vinse la Milano-Sanremo nel 1933 e il Giro di Lombardia nel 1934. Si aggiudicò in totale 83 corse.

## Carriera
Fino a 25 anni lavorò come muratore assieme al padre, capomastro in un'impresa edile del Mantovano.
A credere nelle sue doti atletiche fu l'amico Gino Ghirardini che gli fece credere di aver ottenuto per lui una bicicletta e la maglia ufficiale dalla Maino. Con quella prima bicicletta da corsa venne accettato nella squadra sportiva della 23ª Legione Mincio della MVSN, con la possibilità di partecipare alla Milano-Sanremo. In quella gara tutti i componenti della squadra Maino si ritirarono, mentre Guerra giunse diciassettesimo. Giovanni Maino volle sapere chi fosse il ciclista che correva con i suoi colori senza essere della squadra e così si venne a sapere che non vi era stata alcuna donazione e che bici e maglia erano state acquistate e pagate dall'amico Ghirardini. Il significato di quella prestazione, ottenuta con una vecchia bici e per di più da pista e non da strada, non sfuggì agli occhi esperti del patron Maino e del suo consigliere Costante Girardengo. Guerra fu così preso in squadra per contrastare Binda; nonostante fosse divenuto professionista solo a 27 anni, riuscì a togliersi diverse soddisfazioni.

I suoi anni migliori furono quelli dal 1929 al 1934, tra le file della Maino: in queste stagioni vinse cinque Campionati italiani su strada consecutivi, dal 1930 al 1934, i Campionati del mondo su strada del 1931 a Copenaghen, nell'unica edizione disputata a cronometro su 172 chilometri di percorso (li coprì alla media di 35,136 km/h), la Milano-Sanremo del 1933 e il Giro d'Italia 1934, del quale si aggiudicò 10 tappe. Giunse inoltre due volte secondo al Tour de France e due volte secondo al campionato del mondo.
Fu il primo in assoluto a vestire la maglia rosa: istituita nel 1931 quale simbolo del primato in classifica e del giornale La Gazzetta dello Sport, organizzatore della corsa, venne indossata dal campione mantovano, vincitore della tappa inaugurale del diciannovesimo Giro d'Italia, la Milano-Mantova. Complessivamente al Giro d'Italia si impose 31 volte, preceduto nel computo delle vittorie di tappa solamente da Cipollini e da Binda. Conquistò in pista il suo primo titolo italiano a Carpi nella corsa a punti (1929), come pure il suo ultimo campionato italiano nel 1942, al Velodromo Vigorelli di Milano, nella corsa dietro motori, a 40 anni. Il suo palmarès comprende 86 vittorie totali (compresa una Sei giorni su pista) e fino agli anni settanta il suo record di vittorie in una stagione agonistica rimase imbattuto.
Appesa la bicicletta al chiodo, dopo essere stato il primo commissario tecnico della nazionale del dopoguerra, intraprese la strada del direttore sportivo con ottimi risultati. Dall'ammiraglia della Faema e della Emi guidò molti campioni degli anni 50 come: Rik Van Looy, Federico Bahamontes e, soprattutto, Hugo Koblet, Carlo Clerici e Charly Gaul, con i quali vinse quattro Giri d'Italia. I suoi ultimi corridori furono Vittorio Adorni e Gianni Motta, quest'ultimo già opzionato per il passaggio al professionismo ma che non fece in tempo a dirigere. Morì prematuramente in seguito ai postumi di due operazioni affrontate per tentare di sconfiggere il morbo di Parkinson.

## Nella cultura di massa
Guerra fu un ciclista popolarissimo; nonostante fosse di origini settentrionali, era molto amato anche nel meridione. Di ritorno dal Tour de France 1930 ricevette un assegno, frutto di una sottoscrizione popolare dei suoi compaesani, con il quale poté comprarsi casa.
Fu anche preso a simbolo dell'Italia fascista, incarnava il mito del periodo dell'italiano forte e tenace; durante il ventennio dovette donare diverse sue medaglie alla Patria per finanziare, con la raccolta dei metalli preziosi, la Guerra d'Etiopia. Altri trofei furono poi anche trafugati dall'abitazione divenuta sede di un comando tedesco durante l'occupazione..
Nel 1994 a Mantova fu aperto, grazie al cugino Otello Giovanni Pozzi, un museo storico dedicato a Learco Guerra, curato e custodito dai volontari dell'Associazione Nazionale Atleti Azzurri d'Italia sez. di Mantova che ospitava i cimeli rimasti, tra cui la prima maglia rosa assoluta e la maglia di campione del mondo entrambe del 1931; la sede era, in Piazza Broletto, in alcune sale del Palazzo del Podestà, ed era la stessa del museo dedicato a un altro celebre sportivo mantovano ed amico di Learco Guerra: il pilota Tazio Nuvolari.
Learco Guerra oggi riposa nella tomba di famiglia del Cimitero monumentale di Mantova.

## Palmarès

### Strada
- 1929 (Maino, due vittorie)

Coppa Appennino - Vignola-Modena
4ª tappa Giro di Campania (Benevento > Napoli)
- 1930 (Maino, otto vittorie)

8ª tappa Giro d'Italia (Napoli > Roma)
11ª tappa Giro d'Italia (Ancona > Forlì)
2ª tappa Tour de France (Caen > Dinan)
13ª tappa Tour de France (Marsiglia > Cannes)
15ª tappa Tour de France (Nizza > Grenoble)
Circuito dei Monti Berici (2ª prova Campionati italiani)
Predappio-Roma (3ª prova Campionati italiani)
Coppa Caivano (4ª prova Campionati italiani)
Classifica generale Campionati italiani, a punti
- 1931 (Maino, otto vittorie)

Giro della Provincia di Reggio Calabria (2ª prova Campionati italiani)
1ª tappa Giro d'Italia (Milano > Mantova)
2ª tappa Giro d'Italia (Mantova > Ravenna)
7ª tappa Giro d'Italia (Roma > Perugia)
8ª tappa Giro d'Italia (Perugia > Montecatini Terme)
Coppa della Vittoria (3ª prova Campionati italiani)
Campionati del mondo su strada, Prova in linea
Classifica generale Campionati italiani, a punti
- 1932 (Maino, nove vittorie)

Giro di Campania (1ª prova Campionati italiani)
Giro di Toscana (2ª prova Campionati italiani)
1ª tappa Giro d'Italia (Milano > Vicenza)
4ª tappa Giro d'Italia (Ferrara > Rimini)
6ª tappa Giro d'Italia (Teramo > Lanciano)
8ª tappa Giro d'Italia (Foggia > Napoli)
9ª tappa Giro d'Italia (Napoli > Roma)
13ª tappa Giro d'Italia (Torino > Milano)
Predappio-Roma (5ª prova Campionati italiani)
Classifica generale Campionati italiani, a punti
- 1933 (Maino, dieci vittorie)

Milano-Sanremo
Circuito di Belfiore (2ª prova Campionati italiani)
1ª tappa Giro d'Italia (Milano > Torino)
3ª tappa Giro d'Italia (Genova > Pisa)
5ª tappa Giro d'Italia (Firenze > Grosseto)
2ª tappa Tour de France (Lilla > Charleville-Mézières)
6ª tappa Tour de France (Évian-les-Bains > Aix-les-Bains)
7ª tappa Tour de France (Aix-les-Bains > Grenoble)
18ª tappa Tour de France (Tarbes > Pau)
23ª tappa Tour de France (Caen > Parigi)
Classifica generale Campionati italiani, a punti
- 1934 (Maino, diciassette vittorie)

Giro di Campania (1ª prova Campionati italiani)
Giro del Piemonte (3ª prova Campionati italiani)
2ª tappa Giro d'Italia (Torino > Genova)
3ª tappa Giro d'Italia (Genova > Livorno)
4ª tappa Giro d'Italia (Livorno > Pisa)
5ª tappa Giro d'Italia (Pisa > Roma)
6ª tappa Giro d'Italia (Roma > Napoli)
9ª tappa Giro d'Italia (Campobasso > Teramo)
10ª tappa Giro d'Italia (Teramo > Ancona)
11ª tappa Giro d'Italia (Ancona > Rimini)
12ª tappa Giro d'Italia (Rimini > Firenze)
14ª tappa Giro d'Italia (Bologna > Ferrara)
Classifica generale Giro d'Italia
Gran Premio Valle Scrivia (4ª prova Campionati italiani)
Milano-Modena
Roma-Napoli-Roma (6ª prova Campionati italiani)
Classifica generale Campionati italiani, a punti
Giro di Lombardia
- 1935 (Maino, otto vittorie)

Giro di Campania (3ª prova Campionati italiani)
3ª tappa Giro d'Italia (Mantova > Rovigo)
4ª tappa Giro d'Italia (Rovigo > Cesenatico)
8ª tappa Giro d'Italia (L'Aquila > Lanciano)
9ª tappa Giro d'Italia (Lanciano > Bari)
11ª tappa Giro d'Italia (Napoli > Roma)
Milano-Modena
Giro di Romagna (5ª prova Campionati italiani)
- 1937 (Legnano, una vittoria)

11ª tappa Giro d'Italia (Roma > Napoli)

#### Altri successi
- 1929 (Maino)

Coppa Diamante
Criterium di Roncoferraro
- 1930 (Maino)

Criterium degli Assi - Torino
- 1931 (Maino)

Criterium degli Assi - Milano
Corsa del Commercio - Milano
- 1932 (Maino)

Criterium degli Assi - Chieti
Criterium degli Assi - Torino
Gran Premio di Mantova
- 1933 (Maino)

Criterium di Bologna
Criterium degli Assi - Milano
Corsa del Commercio - Milano
- 1934 (Maino)

Criterium di Firenze
Gran Premio di Lugano
Criterium di Pavia
Criterium degli Assi - Milano
Corsa del Commercio - Milano
Gran Premio Valle Scrvia
Circuito di Firenze
Circuito di Nizza
Circuito di Lugano
Gran Premio FCI
Classifica generale Giro della Provincia di Milano (Cronocoppie con Domenico Piemontesi)
- 1935 (Maino)

Giro di Venezia
Classifica generale Giro della Provincia di Milano (Cronocoppie con Fabio Battesini)
- 1936 (Maino)

Gran Premio Industria - Milano (cronosquadre)
Classifica generale Giro della Provincia di Milano (Cronocoppie con Gino Bartali)
- 1937 (Legnano)

Criterium di Cuneo
Gran Premio di Lugano
Corsa del Commercio - Milano
- 1938 (Legnano)

Coppa Città di Milano
- 1940 (Legnano)

Circuito di Casalecchio di Reno

### Pista
- 1929

Campionati italiani, corsa a punti
- 1931

Prix Dupré-Lapize, americana (con Alfredo Dinale)
- 1933

Prix Goullet-Fogler (con Raffaele Di Paco)
- 1935

Sei giorni di Anversa (con Adolphe Van Nevele)
- 1942

Campionati italiani, mezzofondo

## Piazzamenti

### Grandi Giri
- Giro d'Italia

1929: 24º
1930: 9º
1931: ritirato
1932: 4º
1933: ritirato
1934: vincitore
1935: 4º
1937: ritirato
- Tour de France

1930: 2º
1933: 2º

### Classiche monumento
- Milano-Sanremo

1929: 17º
1930: 7º
1931: 2º
1933: vincitore
1935: 2º
1938: 58º
- Giro di Lombardia

1929: 5º
1930: 3º
1931: ritirato
1934: vincitore

### Competizioni mondiali
- Campionati del mondo

Liegi 1930 - In linea: 2º
Copenaghen 1931 - Cronometro: vincitore
Roma 1932 - In linea: 5º
Montlhéry 1933 - In linea: ritirato
Lipsia 1934 - In linea: 2º
Floreffe 1935 - In linea: ritirato

## Riconoscimenti
- Inserito nella Cycling Hall of Fame
- Nel maggio 2015, una targa dedicata a Guerra fu inserita nella Walk of Fame dello sport italiano al parco olimpico del Foro Italico a Roma, riservata agli ex-atleti italiani che si sono distinti in campo internazionale.[3][4]